# 期路白苗族乡
期路白苗族乡是中华人民共和国云南省红河哈尼族彝族自治州蒙自市下辖的一个民族乡。

## 行政区划
期路白苗族乡下辖以下村级行政区划单位：
期路白村、白猛孔村、莫别村、松树坡村、蚂蝗冲村和突吐白村。